# Ladário
Ladário este un oraș în Mato Grosso do Sul (MS), Brazilia.